# Первоказьминский
Первоказьми́нский — хутор в Кочубеевском районе (муниципальном округе) Ставропольского края России.

## География
Расстояние до краевого центра: 52 км.
Расстояние до районного центра: 21 км.

## История
На 1 марта 1966 года хутор Первоказьминский числился в составе территории Заветненского сельсовета с центром в селе Заветное:15.
До 16 марта 2020 года входил в состав сельского поселения Вревский сельсовет.

## Население
| 1989 | 2002 | 2010 | 2014 |
| ---- | ---- | ---- | ---- |
| 218  | ↗233 | ↗253 | ↘200 |

По данным переписи 2002 года в национальной структуре населения преобладают русские 95 %).

## Культовые сооружения
За пределами населённого пункта расположено общественное кладбище площадью 4000 м².

## Люди, связанные с хутором
- Шикунов, Михаил Иванович (1935, Первоказьминский — 2003) — председатель колхоза-племзавода, Герой Социалистического Труда